# 짧은털대서양나무쥐
짧은털대서양나무쥐 또는 와그너대서양나무쥐(Phyllomys unicolor)는 가시쥐과에 속하는 남아메리카 설치류의 일종이다. 브라질 동부에서 발견된다.

## 특징
꼬리 길이 20.2cm를 제외한 몸길이가 28cm이고, 뒷발 길이는 약 4cm, 귀 길이는 1.6cm이다.